# Operazione New Life
L'Operazione New Life (23 aprile - 1 novembre 1975) fu l'insieme di azioni di cura e trattamento in Guam di più di 111 000 rifugiati evacuati da Saigon per mezzo dell'Operazione Frequent Wind nei giorni finali della guerra del Vietnam. La maggior parte dei rifugiati venne trasferita negli Stati Uniti d'America per stabilirvisi. Qualche migliaio si stabilirono in altri paesi o scelsero di ritornare in Vietnam con la nave Tuong Tin.

## Sfondo storico

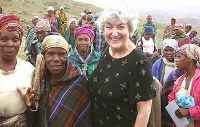
Julia V. Taft in una missione umanitaria, intorno al 2000

Nell'aprile 1975, mentre l'Esercito nordvietnamita (Quân Đội Nhân Dân Việt Nam) avanzava su Saigon, gli Stati Uniti intrapresero una massiccia e caotica evacuazione di americani, cittadini di paesi alleati e vietnamiti che avevano lavorato per gli USA (o vi erano stati strettamente associati) durante la guerra del Vietnam. Per venire incontro ai rifugiati, il 18 aprile 1975 il presidente Gerald Ford creò la Interagency Task Force (IATF) for Indochina, una dozzina di enti governativi preposti a trasportare, trattare, ricevere e trasferire rifugiati indocinesi, quasi tutti vietnamiti, negli Stati Uniti. Ford designò L. Dean Brown del Dipartimento di Stato per dirigere l'operazione New Life. In seguito fu sostituito da Julia V. Taft del Department of Health, Education, and Welfare (HEW). Per finanziare l'operazione New Life il 23 maggio 1975 fu emanato l'Indochina Migration and Refugee Assistance Act. Questo provvedimento stanziava 305 milioni di dollari dal Dipartimento di Stato e altri 100 dall'HEW.
I paesi vicini del Sudest asiatico non accettarono i vietnamiti evacuati, temendo di doverli ospitare indefinitamente. Tuttavia, il governatore Ricardo Bordallo accettò di concedere ai vietnamiti asilo temporaneo a Guam, a circa 4 000 km da Saigon. Il 23 aprile il contrammiraglio George Stephen Morrison, comandante delle forze navali USA a Guam (e padre del cantante Jim Morrison), ricevette l'ordine di "accettare, ricoverare, trattare e curare i rifugiati non appena arrivavano dal Vietnam del Sud."
Più di 130 000 vietnamiti furono evacuati dal Vietnam per via aerea e per mare negli ultimi giorni di aprile. Alcuni di loro andarono altrove, per esempio all'isola di Wake, ma la maggior parte furono trasportati a Guam con navi da guerra americane e vietnamite, imbarcazioni mercantili ed aerei militari e commerciali. In totale 111 919 vietnamiti sarebbero stati ospitati temporaneamente a Guam e valutati per l'ingresso negli Stati Uniti. Nella cifra erano compresi 2 600 orfani e bambini evacuati dal Vietnam nell'ambito dell'operazione Babylift, che transitavano per Guam diretti agli Stati Uniti.
Guam poteva contare su una notevole presenza militare USA che si prendesse cura dei rifugiati vietnamiti. L'Andersen Air Force Base sulla parte nord dell'isola era la più grande base USA per i B-52 e la Naval Base Guam era un grande porto d'acqua profonda per imbarcazioni militari.
I tifoni colpiscono spesso Guam e il personale militare e civile impegnato nell'operazione New Life temeva che uno di questi fenomeni funestasse Guam finché i vietnamiti alloggiavano in tende, poco protetti dagli elementi, ma nessun tifone si abbatté su Guam nel 1975.

## I rifugiati
Sebbene non giuridicamente classificati come "rifugiati" ai sensi della specifica normativa di diritto internazionale, i vietnamiti a Guam erano chiamati comunemente rifugiati ed anche "evacuati" e "immigrati eccezionali" (parolees).
Le forze armate USA stimavano che potessero essere accolti a Guam 13 000 rifugiati e i primi arrivi il 23 aprile furono sistemati in appartamenti. La cifra, però, raggiunse i 20 000 il 27 aprile, superando la capacità delle strutture abitative. I genieri della marina costruirono altri alloggi, tra l'altro spianando quasi 5 km2 di bosco per creare una tendopoli per 50 000 persone. Il 7 maggio arrivarono tre navi mercantili che trasportavano 13 000 vietnamiti, il più alto numero di persone arrivate in un solo giorno. La popolazione rifugiata a Guam toccò il suo massimo il 13 maggio: 50 450 — più di metà degli abitanti stabilmente residenti sull'isola. La maggior parte dei vietnamiti avrebbe trascorso solo due o tre settimane a Guam prima di essere trasportata negli Stati Uniti, o più raramente in altri paesi.
L'obiettivo dell'evacuazione di sudvietnamiti era stato allontanare i dipendenti del governo USA, i loro familiari ed altri vietnamiti strettamente collegati agli Stati Uniti, dal pericolo di essere perseguitati dai vincitori nordvietnamiti. Molti rifugiati erano stati ufficiali delle forze armate sudvietnamite o autorità del governo sudvietnamita. Tuttavia, un resoconto del Congresso riassunse come segue le caratteristiche dei rifugiati che arrivavano a Guam: "Metà dei vietnamiti che volevamo far partire non partirono — e metà di quelli che partirono non avrebbero dovuto." Tra i rifugiati c'erano "agricoltori… un intero villaggio di pescatori… Molti davano l'impressione di non sapere dove si trovavano o perché erano lì. Alcuni erano semplicemente fuggiti in preda al panico." Comunque, una volta su Guam, "la loro destinazione erano gli Stati Uniti… non si può sapere quanti non avrebbero mai pensato di raggiungere gli Stati Uniti continentali." Ciò nonostante, la maggioranza dei vietnamiti appartenevano all'élite colta del paese. Il 20 per cento aveva frequentato l'università; il 40 era di religione cattolica, e il 35 parlava un po' di inglese — tutte percentuali ben più alte di quelle riscontrabili nella popolazione vietnamita complessiva.
Il Procuratore generale degli Stati Uniti d'America usò la sua autorità per offrire ai vietnamiti un permesso di soggiorno straordinario per motivi umanitari che consentiva loro di entrare negli Stati Uniti e rimanervi definitivamente.

## Partecipazione militare
Più di 20 000 militari USA di ogni forza armata furono impegnati nell'operazione. I militari dovevano provvedere al trasporto, alla gestione dei centri di raccolta rifugiati nel Pacifico e negli Stati Uniti, e al concorso con gli organismi civili nel programma di inserimento sociale. Le spese sopportate dalle autorità militari vennero rifuse con fondi assegnati alla IATF, di cui faceva parte il dipartimento della Difesa.

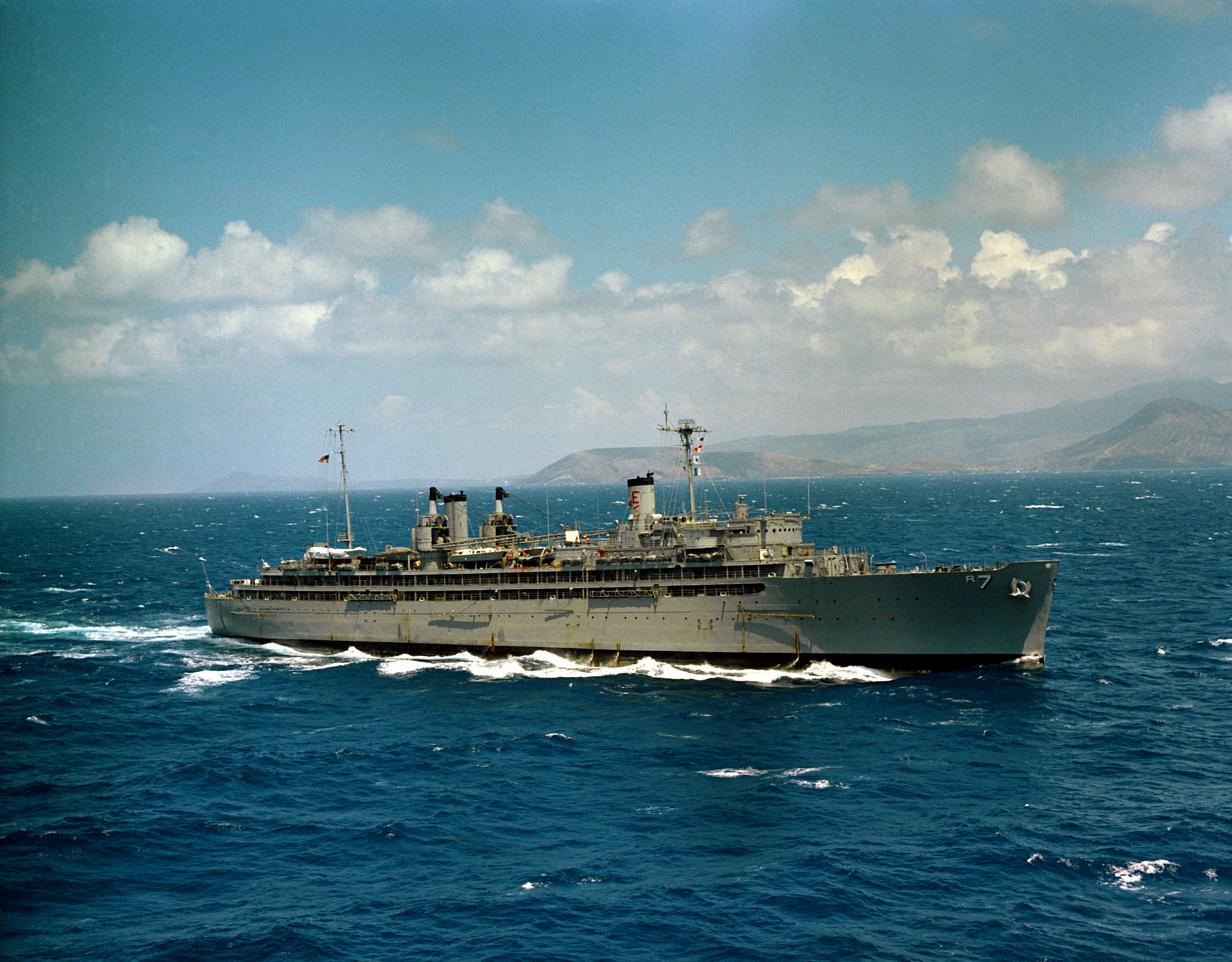
La USS Hector (AR-7) nel 1985

I ponti aerei dalla Tan Son Nhut Air Base di Saigon atterravano alla Andersen Air Force Base. I passeggeri venivano scortati a Tent City ("Tendopoli"), dove li attendevano delle tende allestite poco prima. Quelli che lasciavano il Vietnam via mare sbarcavano alla base logistica della marina militare presso Apra Harbor. I primi ad intervenire erano elementi della USS Hector, della base navale e della Camp Covington CB Base. Incaricato di fornire cibo e ricovero, il personale della Naval Station Tug Base creò alloggi di fortuna dai magazzini abbandonati dell'ex base Camp Minron dotandoli di brande e provviste facenti parte delle scorte di emergenza per gli uragani, nutrirono centinaia di persone riempiendo bidoni in plastica per le spazzature con pesce e riso dalla cucina della base. La Hector inoltre fornì autonomamente pasti caldi provenienti dalle sue riserve e cambusa. Si prepararono docce all'aperto con armadietti metallici disposti a cerchio e irrigatori a pioggia collegati alle manichette antincendio. I CB costruirono latrine come quelle usate dai militari in Vietnam, con fusti d'acciaio che venivano immediatamente saturati.
Aerei Lockheed C-141 Starlifter e Lockheed C-130 Hercules sbarcarono i profughi alla Naval Air Station Agana, Brewer Field, il cui personale curò la relativa gestione.
Furono allestite tende anche nel Camp Orote gestito dall'esercito su una pista d'atterraggio in disuso. Arrivò a sostenere una popolazione di 39 331 persone. L'accampamento di Orote Point (chiamato Camp Rainbow) si affidava ad unità della 25th Infantry Division USA di stanza a Schofield Barracks; inizialmente sotto il comando del tenente colonnello Will H. Horn (aprile-maggio), e in seguito del colonnello Jack O'Donohue (giugno-settembre). Il comando consisteva di due battaglioni di fanteria, elementi del 25th Supply and Transport Battalion, un ospedale da campo da San Antonio (Texas) e nuclei informativi.
L'ammiraglio Morrison avrebbe successivamente definito l'operazione New Life come il lavoro più soddisfacente della sua carriera.

## LaTuong Tin
Tra i rifugiati di Guam ce ne furono circa 1 600 che chiesero il rimpatrio in Vietnam. Molti di loro erano militari dell'esercito o della marina sudvietnamiti. La marina vietnamita aveva stipato di gente le sue navi durante l'evacuazione ed aveva preso il largo, raggiungendo Guam. Con le famiglie spesso rimaste in patria, soldati e marinai richiesero — ad un certo punto pretesero — di essere autorizzati a tornare in Vietnam.
L'Alto commissariato delle Nazioni Unite per i rifugiati (UNHCR) inizialmente assunse la responsabilità del rimpatrio. Il governo vietnamita esigette che per ciascun potenziale rimpatriato si compilasse un lungo questionario. L'UNHCR compilò i questionari e li presentò, ma dal Vietnam non si manifestò alcuna risposta. Nel frattempo i rifugiati si facevano sempre più insistenti nelle loro pretese di rientro, anche inscenando manifestazioni e minacciando atti di violenza e suicidi. Nel settembre 1975 Julia Taft consigliò che ai Vietnamiti fosse dato il mercantile Tuong Tin per andarsene da Guam in Vietnam. La US Navy ripristinò la nave per il viaggio verso il Vietnam.
Il Dipartimento di Stato era preoccupato che qualcuno dei potenziali rimpatriati stesse subendo pressioni dai propri colleghi perché dichiarasse di voler ritornare in Vietnam. Il dipartimento isolò i potenziali rimpatriati ed interrogò ciascuno di loro individualmente. Quelli che confermavano l'intenzione di rientrare furono scortati direttamente dal colloquio alla Tuong Tin in partenza. Quelli che rinunciavano a rientrare, nel numero di 45, furono scortati nei campi profughi che i continui trasferimenti negli USA avevano già svuotato in massima parte. Il numero totale di vietnamiti che affollarono la Tuong Tin fu 1 546, per lo più uomini che avevano la famiglia in Vietnam. La Tuong Tin lasciò Guam il 16 ottobre 1975.
Il destino della Tuong Tin fu sconosciuto per oltre dieci anni. Il suo capitano, Tran Dinh Tru, più tardi raccontò la sua storia. Al suo arrivo in Vietnam, Tru ed almeno un certo numero dei suoi compagni di viaggio furono spediti in campi di rieducazione nelle aree rurali del Vietnam. Tru fu detenuto per 12 anni.
I reduci della Tuong Tin furono praticamente gli ultimi rifugiati vietnamiti a Guam. I campi furono chiusi il 23 ottobre e l'operazione New Life terminò il 1º novembre 1975.

## Sviluppi successivi
I vietnamiti a Guam furono trasferiti in una di queste quattro basi: Fort Chaffee in Arkansas, Camp Pendleton in California, Fort Indiantown Gap in Pennsylvania, ed Eglin Air Force Base in Florida. In quelle località le forze armate USA fornirono loro cibo e temporaneo alloggio mentre la IATF e le organizzazioni di beneficenza offrivano loro formazione linguistica e culturale e cercarono sponsor e ubicazioni per la loro sistemazione. (Si veda Operazione New Arrivals) Per il 20 dicembre 1975 tutti i vietnamiti erano stati sistemati nei vari stati USA ed in parecchi paesi di altre parti del mondo. Non era ancora il momento di festeggiare il successo di questo programma, posto che gli anni successivi avrebbero visto un afflusso sempre più vasto di vietnamiti, cambogiani e laotiani che scappavano dai relativi paesi.